# Український християнський рух
Український християнський рух (УХР) — суспільно-релігійна організація українців католиків у Західній Європі, заснована з ініціативи архієпископа І. Бучка на конгресі в Лювені 30—1 травня 1955 р.
Президент — В. Янів, голова Ради УХР — М. Коновалець, І. Голубович.
В окремих країнах діяли крайові об'єднання з місцевими осередками (Англія, Бельгія, Німеччина, Франція) та мужі довір'я також в позаєвропейських країнах.
Як об'єднання мирян з екуменічним спрямуванням, УХР включив до співпраці кількох православних діячів. УХР організував паломництва до Риму, Люрду, відзначення релілійних ювілеїв (1000-ліття хрищення Ольги, 15-ліття смерті митрополита А.Шептицького та ін.).
У 10-ліття арешту української католицької ієрархії і 25-ліття ліквідації УАПЦ підготовано меморіал до світової опінії — і його масово розповсюджено.
У 1962 УХР вів акцію за звільнення митрополита Й. Сліпого, до чого приєднано ряд французьких інтелектуалів і парламентаріїв.
Видатною була участь представників УХР в міжнародних католицьких організаціях, зокрема у Світових конгресах світського апостоляту (1957, 1967); від УХР В. Янів з 1967 — член екзекутивного комітету «Унум омнес», міжнародної католицької організації чоловіків.
Для поглиблення християнської думки УХР організував студійні дні 1963 в Рокка-ді-Папа (Італія) на тему «Український мирянин в житті Церкви, народу і людства» (матеріали видані в збірнику УХР, ч. 3, Париж — Рим, 1966) і співпрацював з іншими установами у підготові наукових конференції про релігію в житті українського народу (матеріали в ЗНТШ, т. 181 і Наукових Записках УВУ, т. 9-10).
УХР видавав «Інформативний листок зв'язку» і стор. в «Християнському Голосі» (1957–1958, редактор: М. Заяць).
Видатні діячі, крім згаданих: Д. Бучинський, П. Зелений, В. Качмар, О. Кульчицький, Г. Марганець, О. Мельникович, Іван Мірчук, Д. Пеленський, Р. Руденський, О. Шах, а з православних — Є. Ґловінський.
Василь Качмар, який був мужем-довір'я УХР в США, разом з істориком Миколою Чубатим заснували у 1964 році Комітет за Київсько-Галицький Патріархат (пізніше Українське Патріархальне Товариство), який дав початок патріархальному рухові. Лідер УХР в Бельгії Петро Зелений також був ініціатором заснування Патріархального товариства в цій країні, а пізніше Західноєвропейського об'єднання руху. 
З початком 1970-х років УХР обмежив свою діяльність, а його окремі діячі включилися в мирянський патріархальний рух.